# Mercadeiros (El Franco)
Mercadeiros es una casería perteneciente a la parroquia de La Braña, en el concejo de El Franco, comarca de Eo-Navia, Principado de Asturias, España.